# Livre écossais

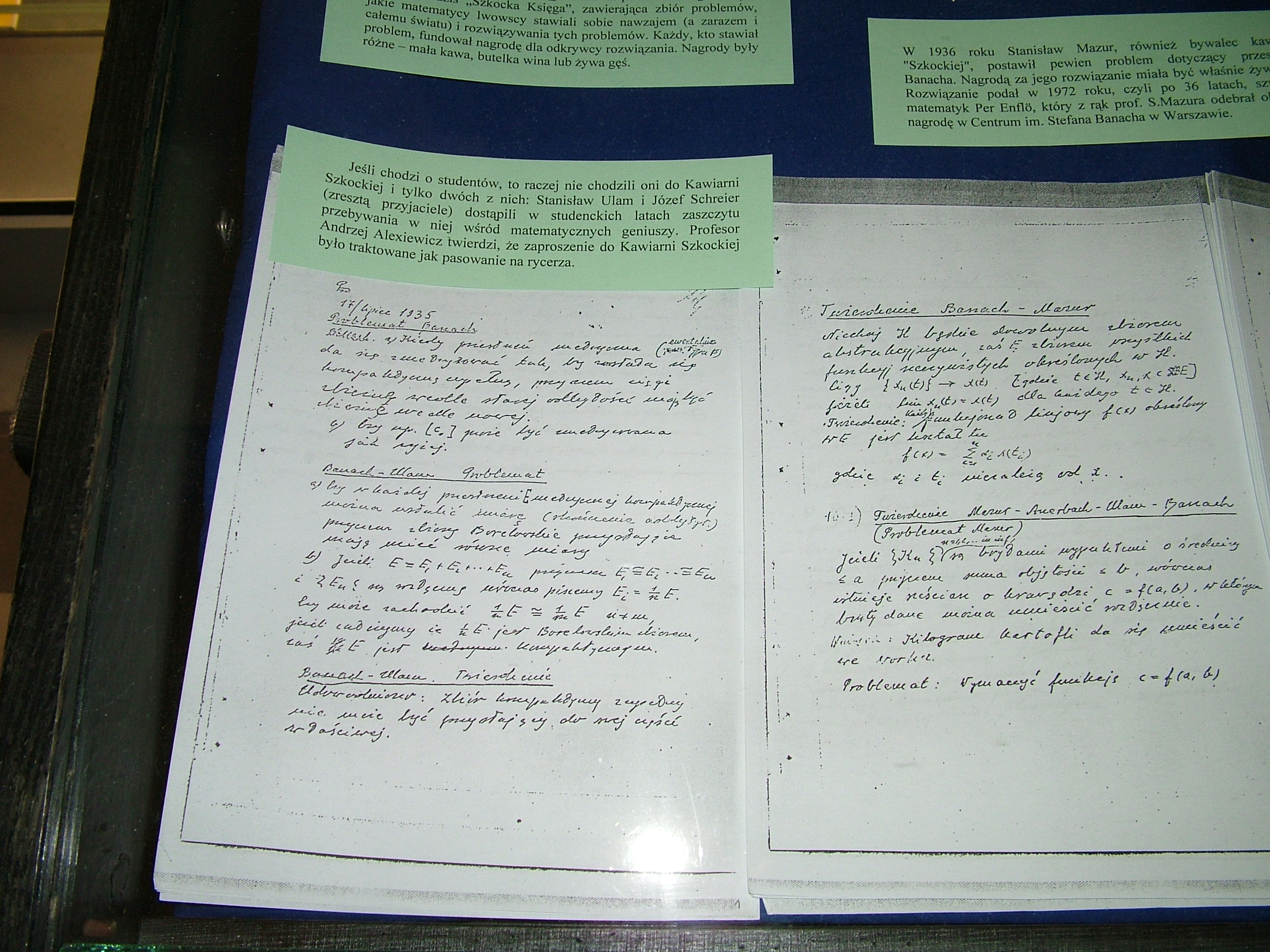
Partie du Livre écossais montrant des notes de Stefan Banach et de Stanisław Ulam.

Le Livre écossais (polonais : Księga Szkocka) est un épais cahier utilisé par les membres de l'école mathématique de Lwów pour noter des problèmes et des solutions. Ce cahier était nommé en l'honneur du Kawiarnia Szkocka (« Café écossais ») à Lwów où il se trouvait sous la garde du propriétaire.

## Histoire
Des mathématiciens de l'École mathématique de Lwów avaient pris l'habitude de se rencontrer au café et de noter directement sur les tables des problèmes et leurs solutions. À partir de 1935, tous ces écrits étaient compilés dans un épais cahier et qu'ils laissaient en permanence au café sous la garde du propriétaire.

### Conception du cahier écossais
Avant de prendre l’habitude de se retrouver au Café écossais pour discuter de leurs problèmes de mathématiques, les mathématiciens collègues et amis Stefan Banach et Hugo Steinhaus avaient déjà pour coutume d’aller travailler chez ce dernier dès leur rencontre en 1916. Après la guerre, tous deux sont nommés à des postes à Lwów en 1920. Avec d’autres mathématiciens polonais influents, ils commencent dans les années 1930 à se retrouver régulièrement au Café écossais pour échanger cordialement sur leurs travaux. Stanisław Ulam rapporte que les tables du café étaient en marbre, ce qui permettait aux convives d’écrire facilement les résultats de leurs discussions au crayon directement dessus. Pour éviter de perdre ce précieux travail, il était ordonné aux employés du café de ne pas nettoyer la table avant que quelqu’un n’ait recopié proprement ce qui y était inscrit. Ce n’est qu’en 1935 que Banach et son épouse fournissent à l’assemblée un grand cahier dans lequel les notes pourront être compilées, plutôt que sur la table. Le cahier contient donc de nombreux problèmes antérieurs à 1935.

### Entre 1935 et 1939

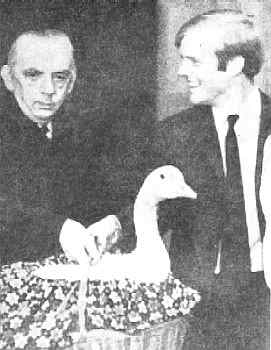
1972: Mazur (à gauche) remet à Per Enflo "l'oie vivante" promise pour sa résolution du problème 153.

Le cahier est laissé sous la garde du gérant du café, et mis à disposition des visiteurs à leur demande.
Dès lors, il se remplit de défis, de problèmes, d’intuitions, et de bribes de démonstrations. Les problèmes sont numérotés et signés, et on peut y trouver des annotations qui récompensent de verres d’alcool le premier à en fournir une démonstration. Par exemple, le prix pour la solution du problème 77.A, posé par Ulam, est une bouteille de vin offerte par Samuel Eilenberg. Certains prix sont plus pittoresques, comme celui du problème 153, posé par Stanisław Mazur, qui promet une oie vivante à la première personne venant à bout du problème posé (il honorera cette promesse des décennies plus tard après la résolution en 1972 du problème par Per Enflo). Cette oie est ensuite plumée et cuisinée par une autre mathématicienne, Ewa Ligocka (en), puis dégustée entre collègues.
Ulam décrit la vie mathématique à Lwów à cette époque comme extrêmement intense. Certains membres de l'École mathématique de Lwów se retrouvaient quasiment quotidiennement au café. Des mathématiciens étrangers de passage en Pologne, comme René Maurice Fréchet ou John von Neumann étaient invités à participer au cahier, et ce dernier a donc des passages écrits dans des langues variées. La plupart des problèmes posés dans le cahier, malgré leur apparence légère, sont en fait profonds, et l’ouvrage a une grande valeur scientifique. Cependant, même si un problème devait être estimé comme difficile et significatif par les mathématiciens présents avant d'être inscrit à l’encre dans les pages du cahier, Ulam rapporte tout de même que certains s’avéraient finalement très simples, et quelques problèmes sont immédiatement suivis de leur solution,.

### Pendant et après la guerre
Quelques semaines après le début de la Seconde Guerre mondiale, en application du pacte germano-soviétique, la ville de Lwów est occupée par l’URSS. Certains mathématiciens polonais fuient vers les États-Unis, mais l’écriture du Cahier écossais continue, notamment avec de nouveaux contributeurs russes comme Sergueï Sobolev ou Pavel Aleksandrov, jusqu’à l’invasion de la ville par l’Allemagne nazie en 1941. Le dernier item est le problème numéro 193 posé par Steinhaus le 31 mai 1941. Le massacre des professeurs de Lwów et l’instauration du ghetto de Lwów mettent un terme définitif à l’écriture du Cahier écossais.
Le cahier en lui-même a cependant survécu aux exactions nazies, et Steinhaus a pu en envoyer une copie à Ulam aux États-Unis après la guerre. Ce dernier a traduit en anglais l’intégralité du document, et l’a fait éditer, permettant qu’il soit encore consultable aujourd’hui
Continuant la tradition, les mathématiciens de Wrocław créent le 1er juillet 1946 le « Nouveau livre écossais ».

## Liste des contributeurs mentionnés dans l’ouvrage
- Pavel Aleksandrov
- Herman Auerbach
- Reinhold Baer
- Stefan Banach
- Abram Besicovitch
- Nikolaï Bogolioubov
- Karol Borsuk
- Meier Eidelheit
- Samuel Eilenberg
- A.F. Fermant
- René Maurice Fréchet
- Leopold Infeld
- Mark Kac
- Stefan Kaczmarz
- Joseph Kampé de Fériet
- Bronisław Knaster
- Mark Krein
- Kazimierz Kuratowski
- Antoni Łomnicki
- Lazar Lusternik
- Józef Marcinkiewicz
- Stanislaw Mazur
- Stefan Mazurkiewicz
- Władisław Nikliborc
- Cyril Offord
- Władysław Orlicz
- Stanisław Ruziewicz
- Stanisław Saks
- Juliusz Schauder
- Jozef Shreier
- Wacław Sierpiński
- Sergueï Sobolev
- Hugo Steinhaus
- Ludwig Sternbach
- Simion Stoilov
- Edward Szpilrajn
- A. Turowicz
- Stanisław Ulam
- John Von Neumann
- A.J. Ward
- Rolin Wavre
- Antoni Zygmund